# Новотроицкое (Сахалинская область)
Новотро́ицкое — село в Анивском городском округе Сахалинской области России.

## География
Село находится на берегу реки Сусуя, на расстоянии 35 км от города Анива, административного центра района, и 7 км от города Южно-Сахалинск, административного центра области.

## История
До 1945 года принадлежало японскому губернаторству Карафуто и называлось Симонамикава (яп. 下並川). После передачи Южного Сахалина СССР село 15 октября 1947 года получило современное название (предлагался также вариант Нижне-Троицкое).

## Население
| 1925 | 1935 | 2002 | 2010 | 2013 | 2021  |
| ---- | ---- | ---- | ---- | ---- | ----- |
| 227  | ↗244 | ↗483 | ↗496 | ↗500 | ↗2928 |

### Половой состав
Согласно результатам переписи 2002 года, в селе проживало 483 человека (242 мужчины и 241 женщина).

### Национальный состав
Согласно результатам переписи 2002 года, в национальной структуре населения русские составляли 88 % из 483 чел.

## Улицы
| - ул. Западная, - ул. Зелёная, - ул. Изумрудная, - ул. Мирная, - ул. Народная, | - ул. Новая, - ул. Новосёлов, - ул. Октябрьская, - ул. Раздольная, - ул. Речная, | - ул. Рижская, - ул. Светлая, - ул. Снежная, - ул. Тихая, - ул. Цветочная, | - ул. Центральная, - ул. Южная, - ул. Яблочная, - пер. Яблочный, - ул. Янтарная. |